# Henri Leonard Appy
Henri Leonard Appy (Henri L. Appy) (Amsterdam, 1 februari 1869 – Denver, 30 oktober 1904) was een Nederlands violist.
Hij werd geboren binnen het gezin van Ernest Appy en Petronella Joanna Apolonia Sterk. Hij kreeg zijn muzikale opleiding van zijn vader en aan het conservatorium van Berlijn. Hij was enige tijd de directeur van de door zijn vader opgerichte Academie voor Muziek aan de Sarphatistraat 122 te Amsterdam. Hij trok net als een groot deel van de familie Appy naar de Verenigde Staten. Hij was enige tijd een bekend muzikant in Kansas City, alwaar zijn vader nog een muziekschool had geopend. Hij gaf er samen met zijn vrouw zangeres Florence Bassett (Florence B. Appy) les aan het Kansas Normal College in Fort Scott. Hij trok nog later Denver, waar hij ligt begraven.